# Vertir Airlines
La Vertir Airlines era una compagnia aerea con sede a Erevan, in Armenia, che si occupava di trasporti cargo dall'aeroporto internazionale di Zvartnots. La società era stata fondata nel 2009, mentre i voli economici partirono il 29 agosto 2010.

## Flotta
La flotta della Vertir Airlines era composta dai seguenti aeromobili (ad agosto 2016):
- 1 Airbus A300-600R (introdotto nel 2011)

Nel corso degli anni operò i seguenti tipi di aeromobili:
- Airbus A310, dal 2009 al 2011
- Airbus A320-200 (1), dal 2009 al 2010, in seguito affittato ad Iran Air
- Boeing 747-200, introdotto nel 2010 e pensionato in data ignota.